# David Card
David Edward Card (1956) é um economista canadense-estadunidense, professor de economia da Universidade da Califórnia em Berkeley. Recebeu metade do Prémio de Ciências Económicas em Memória de Alfred Nobel de 2021 "por suas contribuições empíricas para a economia do trabalho", com Joshua Angrist e Guido Imbens laureados juntamente com a outra metade.

## Prêmios e honrarias
Recebeu a Medalha John Bates Clark de 1995, concedida para "aquele economista estadunidense com menos de quarenta anos que se considera ter feito a contribuição mais significativa para o pensamento e o conhecimento econômicos". Apresentou a Richard T. Ely Lecture 2009 da American Economic Association em São Francisco, Califórnia. Uma pesquisa de 2011 de professores de economia nomeou Card o quinto economista vivo favorito com idade inferior a 60 anos. Junto com N. Gregory Mankiw foi eleito vice-presidente da American Economic Association para 2014.
Recebeu junto com Richard Blundell o Prêmios Fundação BBVA Fronteiras do Conhecimento de 2014 na categoria Economia, Finanças e Gestão por "suas contribuições para a microeconomia empírica", nas palavras da citação do júri. "Motivados por importantes questões empíricas, eles desenvolveram e estimaram modelos econométricos apropriados, dando contribuições metodológicas significativas no processo. Ambos são conhecidos por sua atenção aos detalhes institucionais, desenho de pesquisa cuidadoso e inovador, aplicação rigorosa de ferramentas econométricas e relato imparcial de resultados".
Card foi eleito membro da Academia Nacional de Ciências dos Estados Unidos em 2021. Card ganhou o Prêmio Nobel de Ciências Econômicas em 2021.

## Publicações

### Livros
- Card, David; Raphael, Steven, eds. (2013). Immigration, Poverty, and Socioeconomic Inequality. New York: Russell Sage Foundation. ISBN 9780871544988
- Card, David; Krueger, Alan B. (2011).  Akee, Randall K. Q.; Zimmermann, Klaus F., eds. Wages, School Quality, and Employment Demand. Col: IZA Prize in Labor Economics Series. Oxford: Oxford University Press. ISBN 9780199693382
- Ashenfelter, Orley; Card, David, eds. (2011). Handbook of Labor Economics. Col: Handbook of Labor Economics. 4A. Amsterdam: Elsevier. ISBN 9780444534507
- Ashenfelter, Orley; Card, David, eds. (2011). Handbook of Labor Economics. Col: Handbook of Labor Economics. 4B. Amsterdam: Elsevier. ISBN 9780444534521
- Auerbach, Alan J.; Card, David; Quigley, John M., eds. (2006). Poverty, The Distribution of Income , and Public Policy. New York: Russell Sage Foundation. ISBN 9780871540461
- Card, David; Blundell, Richard; Freeman, Richard B., eds. (2004). Seeking a Premier Economy: The Economic Effects of British Economic Reforms, 1980-2000. Col: National Bureau of Economic Research Comparative Labor Markets Series. Chicago: University of Chicago Press. ISBN 9780226092843
- Card, David; Blank, Rebecca M., eds. (2000). Finding Jobs: Work and Welfare Reform. New York: Russell Sage Foundation. ISBN 9780871541161
- Ashenfelter, Orley C.; Card, David, eds. (1999). Handbook of Labor Economics. Col: Handbook of Labor Economics. 3A. Amsterdam: Elsevier. ISBN 9780444501875
- Ashenfelter, Orley C.; Card, David, eds. (1999). Handbook of Labor Economics. Col: Handbook of Labor Economics. 3B. Amsterdam: Elsevier. ISBN 9780444501882
- Ashenfelter, Orley C.; Card, David, eds. (1999). Handbook of Labor Economics. Col: Handbook of Labor Economics. 3C. Amsterdam: Elsevier. ISBN 9780444501899
- Card, David; Krueger, Alan B. (1995). Myth and Measurement: The New Economics of the Minimum Wage 1st ed. Princeton: Princeton University Press. ISBN 9780691043906

Card, David; Krueger, Alan B. (2016). Myth and Measurement: The New Economics of the Minimum Wage Twentieth-Anniversary ed. Princeton: Princeton University Press. ISBN 9780691169125
- Card, David; Freeman, Richard B., eds. (1993). Small Differences that Matter: Labor Markets and Income Maintenance in Canada and the United States. Col: National Bureau of Economic Research Comparative Labor Markets Series. Chicago: University of Chicago Press. ISBN 9780226092836